# Frontera entre China y Vietnam
La República Popular China y el Vietnam comparten fronteras terrestres y marítimas. La frontera terrestre mide aproximadamente 1300 kilómetros. Comienza al trifinio con Laos, y va hasta el golfo del Tonkín, discurriendo por regiones esencialmente montañosas ocupadas por minorías étnicas. Si bien el trazado de las fronteras terrestres está reconocido por tratados, el de las fronteras marítimas está en suspenso. Existen diversas disputas sobre el dominio de las islas Spratly y Paracel.

## Trazado

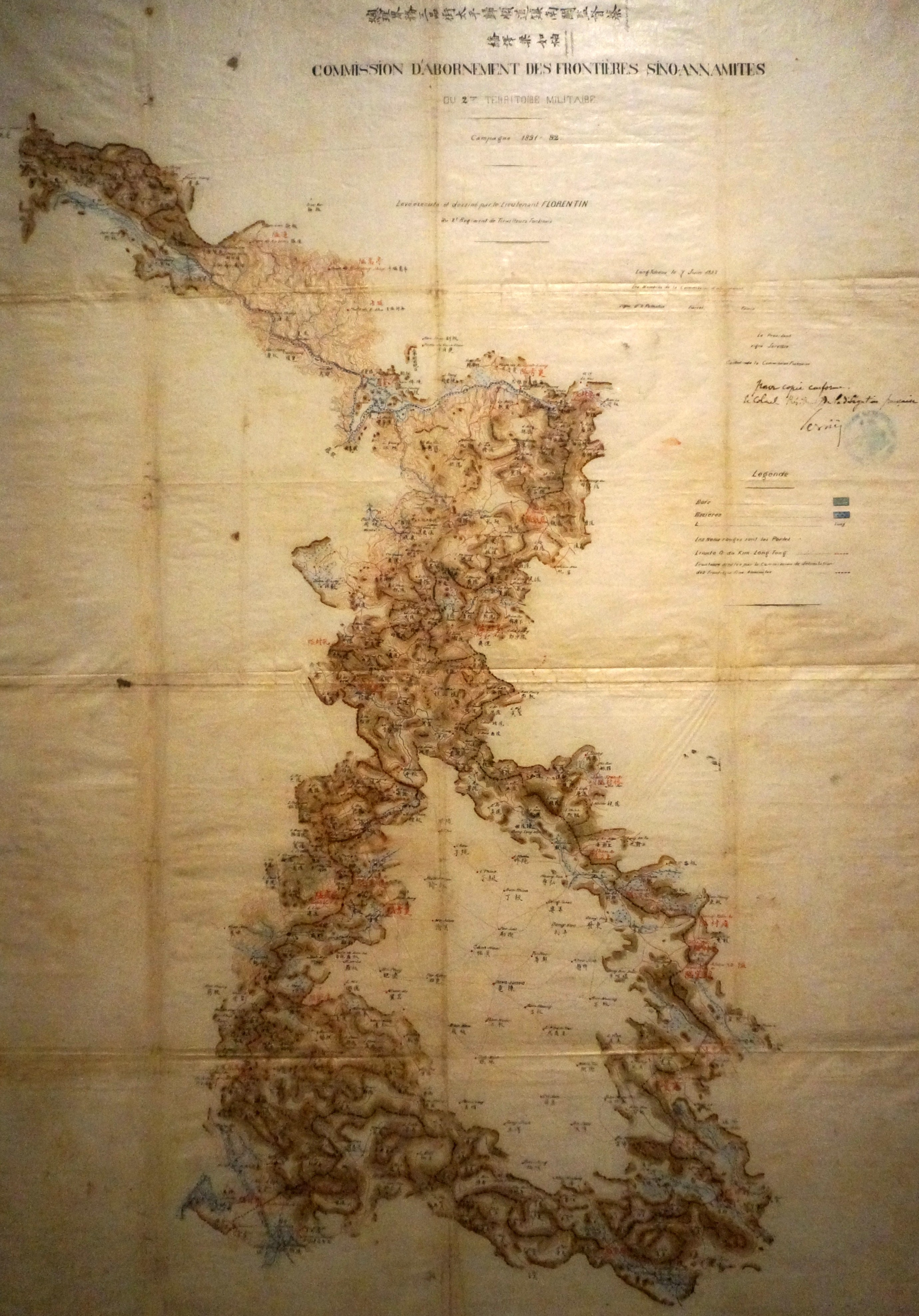
El mapa del trazado en 1891.

El trazado ha sido esencialmente definido por un tratado firmado el 30 de diciembre de 1999 y que entró en vigor el 6 de julio de 2000, este retomó los principios de los acuerdos firmados entre Francia y China en 1887 y 1895. Varios hitos fronterizos han sido erigidos a partir del 2001. El trifinio Laos-China-Vietnam ha sido marcado por un hito en 2005 y reconocido por un tratado en 2006.

## Diferendo sobre las fronteras marítimas
China reivindica prácticamente todo el Mar de la China Meridional como sus aguas territoriales, que causan una disputa no solo con Vietnam, también con otros estados de la región. Este largo conflicto se puso en la escena diplomática a comienzos de mayo de 2014, cuando el Vietnam buscó oponerse a una perforación de exploración petrolera autorizada por China en una zona controvertida.

## Comercio
En los años 1990 y 2000,  se desarrolló el comercio entre ambos países. La construcción de una nueva carretera entre Kunming y Hanói fue anunciada en 2007, y tendría que acabarse en 2012.

## Zonas minadas
Como consecuencia de la guerra sino-vietnamita y de los combates intermitentes en los años 1980, las zonas fronterizas se encuentran altamente minadas. Ambas partes han emprendido operaciones de desminado a principios de los años 1990.
Al menos 800 000 minas anti-personales han sido planteadas por el Ejército Popular de Liberación en la provincia del Yunnan y la región autónoma Zhuang de Guangxi. Han formado un total de 161 campos de minas de diferentes tamaños de una superficie de 289 kilómetros cuadrados.
Tras las misiones de desminado con relación a las municiones no explotadas de bombas de napalm que data de batallas de años precedentes, se han lanzado cuatro misiones operadas por los chinos desde la mejora de las relaciones entre Pekín y Hanói en estas zonas mayoritariamente boscosas y montañosas.
La primera tuvo lugar de 1992 a 1994, la segunda de 1997 a finales de 1999 durante la cual 66 500 minas anti-personales sobre una superficie de 120 kilómetros cuadrados fueron neutralizadas en fecha de febrero de 1999, la tercera de agosto de 2015 a final 2016 implicaba tres equipos de 45 oficiales y soldados con la tarea de limpiar 36,8 km².
Un cuarto ciclo de desminado está en curso desde el 27 de noviembre de 2017 y durará aproximadamente un año. Tendrá que limpiar más de 38 km² de campos de minas donde 20,5 km² de 53 sitios están próximos a la frontera de Guangxi.

## Anexos